# Xylocopa haematospila
Xylocopa haematospila är en biart som beskrevs av Jesus Santiago Moure 1951. Xylocopa haematospila ingår i släktet snickarbin, och familjen långtungebin. Inga underarter finns listade i Catalogue of Life.